# Злакув-Косьцельни
Злакув-Косьцельни (пол. Złaków Kościelny) — село в Польщі, у гміні Здуни Ловицького повіту Лодзинського воєводства.
Населення — 370 осіб (2011).
У 1975-1998 роках село належало до Скерневицького воєводства.

## Демографія
Демографічна структура станом на 31 березня 2011 року:
|          | Загалом | Допрацездатний вік | Працездатний вік | Постпрацездатний вік |
| -------- | ------- | ------------------ | ---------------- | -------------------- |
| Чоловіки | 185     | 41                 | 112              | 32                   |
| Жінки    | 185     | 36                 | 85               | 64                   |
| Разом    | 370     | 77                 | 197              | 96                   |